# Hernando de Soto Polar
Hernando de Soto, född 1941 i Arequipa, Peru, är nationalekonom, känd för sina teorier om informell ekonomi, som politisk rådgivare och som VD för Institute for Liberty and Democracy (ILD) i Lima.

## Biografi
Hernando de Soto bodde många år i Europa, och studerade vid Institut Universitaire de Hautes Etudes Internationales i Genève. Han har haft tjänst som ekonom vid General Agreement on Tariffs and Trade (GATT), som chef vid Intergovernmental Council of Copper Exporting Countries (CIPEC) och Universal Engineering Corporation, samt har haft högre poster vid Swiss Bank Corporation Consultant Group och Perus riksbank. Under flera år var han även personlig ekonomisk rådgivare åt president Alberto Fujimori, till några månader före april 1992. Åren 1988–1996 drev han och Institute for Liberty and Democracy (ILD) igenom flera ekonomiska reformer i Peru, varmed de moderniserade landets ekonomi. I synnerhet har den förändrade äganderätten i landet uppmärksammats internationellt, och att Fujimori övergav keynesianism till förmån för nyliberala tankesätt är ett verk som tillskrivs de Soto. Han har även drivit liknande moderniseringsprojekt i El Salvador, Haiti, Tanzania och Egypten. Flera statsöverhuvuden har sökt de Sotos råd, däribland Bill Clinton, Vladimir Putin och Hamid Karzai.
Som ekonomisk teoretiker har de Soto utgivit några mycket uppmärksammade böcker. I The Mystery of Capital: Why Capitalism Triumphs in the West and Fails Everywhere Else (2000; sv.Kapitalets mysterium) framlägger de Soto teorin att den ekonomiska framgången i USA och Japan beror på äganderätten i dessa länder. Därför föreslår han att man kan lösa problemen med slumområden genom att staten överlåter marken till dem som bor där. Denna teori blev mycket populär, och han har hyllats av bland andra Milton Friedman, Bill Clinton, Kofi Annan och Javier Pérez de Cuéllar. Teorin har senare väckt skarp kritik som han besvarat med att äganderätt är nödvändig men inte tillräcklig.

## Teorier
de Soto har genom fältstudier i tredje världen kommit fram till att det som framförallt hindrar deras ekonomiska utveckling är avsaknaden av fungerande äganderätt. Eftersom staterna antingen har för krångliga, byråkratiska eller icke fungerande system för registrering av äganderätt så registreras inte kapital (egendom). Det fasta kapital som då faktiskt finns i företag, bostäder och mark är vad han kallar "dött kapital", det går inte att omsätta. Tredje världens folk är inte fattiga, de äger hus, företag, mark, med mera. Men värdet av detta fasta kapital syns inte och kan inte omsättas eftersom det inte är registrerat. Detta anger han som huvudorsaken till att kapitalismen segrar i väst medan den haltar i tredje världen.
Avsaknaden av ett formellt (statligt) ägandesystem som fungerar ger ett flertal negativa följdeffekter. Till exempel blir det juridiska systemet haltande, frågan "vem har rätt till vad?" blir svår att besvara. Det blir även svårt att ta lån utanför den lokala kretsen eftersom inga säkra garantier kan erbjudas till utlånaren.
Ett formellt ägandesystem som fungerar ger däremot ett flertal positiva effekter, vissa som inte är så självklara. Bland annat lyfts individen fram ur massan och får ett individuellt formellt ansvar för sin egendom, för sin bostad bland annat. Dessutom kan individen förlora egendom, om man inte har något kan man inte förlora det. Detta gör att handlingar som en person gör ger effekter på personens egendom, lika väl som att kapital kan öka kan det förloras. Flera andra effekter finns också.

## Fotnoter
1. ↑  läs online, infogob.jne.gob.pe , läst: 8 juli 2024.[källa från Wikidata]
2. ↑  läs online, www.e-award.org .[källa från Wikidata]
3. ↑  Hernando de Soto, Kapitalets mysterium, ISBN 91-7353-023-9, 2004